# Vernéřovské doly
Vernéřovské doly jsou přírodní památka u vsi Vernéřov, části města Aš v okrese Cheb. Důvodem ochrany je zachování odvalu ze starého důlního díla, kde se vyskytuje žilník složený z křemene, amblygonitu a živce. Jedná se o výjimečný typ mineralizace. Chráněné území je v péči Krajského úřadu Karlovarského kraje.

## Geologie
Toto mineralogicky velmi zajímavé ložisko lithných a cínových rud tvoří křemen-amblygonit-mikroklinový žilník uložený v pararulách. V České republice představuje ložisko zcela výjimečný paragenetický typ. Většina českých geologů jej řadí k pegmatitům se zvláštními rysy. 
Tím zvláštním rysem je obohacení pegmatitu pozdějšími hydrotermálními procesy s přínosovou periodou cínu, mědi, železa, zinku a molybdenu. Zmíněný amblygonitový pegmatit s rudními minerály, konkrétně například kasiteritem, zde byl v minulosti předmětem těžby. Hlavní žíla má mocnost 50 až 70 cm a celkovou délku přibližně 1 km. V letech 1954 až 1958 se zde prováděl geologický průzkum s cílem ověřit zásoby rud, práce však byly pro malý rozsah zrudnění zastaveny. Podobný typ ložiska je známý pouze z Portugalska a z Uralu v Rusku.